# Harpyhaliaetus coronatus
Acvila coronată (Harpyhaliaetus coronatus) este o pasăre răpitoare din America de Sud, în pericol de dispariție datorită braconajului și distrugerii mediului ei. Nu trebuie să fie confundată cu acvila coronată Stephanoaetus coronatus, nici cu acvila poma, Oroaetus isidori, în multe zone primește același nume cu acvila harpie.

## Descriere
Este foarte mare (cea mai mare din acvilele de astăzi), femela ajungând la 80–85 cm și masculul la 75–79 cm lungime. Are aripi foarte lungi și late, iar coada foarte scurtă. Capul este de o culoare cenușie, cu o creastă mare. Spatele cenușiu-gri și burta gri cu puncte cenușii. Aripile sunt gri, mai închise decât corpul și cu vârful negru. Coada este închisă, cu o dungă albicioasă pe mijloc și vârful negru.
Ciocul este de culoare neagră și fața galbenă, la fel ca picioarele. Penajul indivizilor tineri este mai cenușiu, cu spatele, capul, gâtul mai închise și burta albicioasă cu linii cenușii.

## Comportament
Este o răpitoare care se alimentează cu mamifere, rozătoare și pești. Trăiește solitară sau în pereche. Construiește un cuib în arbori înalți cu ramuri mari, formând o bază solidă, pe care o îmbracă cu iarbă și fulgi. Femela depune doar un ou, de culoare albă, stropit cu puncte gri și ocru.

## Aria de răspândire
Acvila coronată preferă câmpurile semideschise, savana, stepa sau zonele semi-împădurite. Rareori trăiește în dealuri joase sau zone mlăștinoase. Cele mai puțin de 1000 exemplare, număr la care se estimează populația acestei specii, sunt răspândite pe o arie enormă de 3.200.000 km², din San Salvador de Bahia până Neuguen în sud și Santa Cruz de la Sierra prin vest. În Uruguay probabil a dispărut.

## Conservarea speciei
Este amenințată de braconaj, distrugerea zonelor în care trăiește și folosirea pesticidelor. Nu se cunoaște populația exactă, dar se crede că este între 250 și 1000 exemplare, în scădere. Este o specie protejată.